# فرانسيس إيمز
فرانسيس ريكس إيمز (بالإنجليزية: Frances Ames)‏ (20 أبريل 1920- 11 نوفمبر 2002) أخصائية في طب الأعصاب والأمراض العقلية في جنوب أفريقيا، وناشطة في مجال حقوق الإنسان، اشتهرت بفتح تحقيق بالأخلاقيات الطبية medical ethics لكشف الإهمال الطبي الحاصل والذي سبب وفاة الناشط ستيف بيكو والذي تم تعذيبه من قبل الشرطة في الحجز. عندما رفض مجلس جنوب أفريقيا للطب وطب الأسنان (SAMDC) معاقبة كبير الجراحين في المقاطعة ومرافقه اللذين قاموا بعلاج ستيف بيكو، قامت إيمز ومجموعة من خمس أطباء وأكادميين بجمع الأموال لمحاربة المؤسسة الطبية في معركة قانونية استمرت ثماني سنوات، خاطرت فيها إيمز بحياتها ومهنتها الأكاديمية سعيًا منها لتحقيق العدالة، فذهبت بالنزاع إلى المحكمة العليا لجنوب أفريقيا حيث فازت بالقصية سنة 1985.
ولدت ونشأت بحالة من الفقر في بريتوريا-كيب تاون، وأصبحت أول امرأة تحصل على درجة الدكتوراه في الطب من جامعة كيب تاون في عام 1964. درست إيمز تأثيرات القنب (القنب الهندي، نبات علاجي له تأثير مخدر) على الدماغ ونشرت العديد من المقالات عن ذلك، بعد رؤية الفوائد العلاجية للقنب على المرضى في المستشفى الخاص بها، أصبحت من أوائل المنادين بإجازة استخدام القنب قانونيًا في الاستخدامات الطبية.
قبل تقاعدها في عام 1985 كانت ترأس قسم الأعصاب في مستشفى جروت شور، لكنها استمرت بإلقاء المحاضرات في مستشفى فالكنبرج ومستشفى ألكسندرا. بعد تفكيك نظام الفصل العنصري في عام 1994، أدلت إيمز بشهادتها بخصوص عملها في تحقيق الأخلاقيات الطبية في قضية (أطباء بيكو) للجنة الحقيقة والمصالحة، وفي عام 1999 منح نيلسون مانديلا إيمز نجمة جنوب أفريقيا وهي أعلى جائزة مدنية في البلاد، تقديرًا لجهودها في حقوق الإنسان.

## النشأة
ولدت إيمز في فورتريكرهوجتي Voortrekkerhoogte وهي منطقة عسكرية في بريتوريا، جنوب أفريقيا في 20 أبريل 1920، لفرانك وجورجينا إيمز، وهي الثانية من ضمن ثلاث بنات. والدتها نشأت في معسكر بوير للاعتقال وكانت جدتها ممرضة في حرب البوير الثانية، كذلك عملت والدتها ممرضة أيضًا، لم تعرف إيمز والدها، حيث ترك والدتها وحيدة لتعتني بثلاث بنات صغار في فقر شديد. ومع عدم قدرة والدتها على رعايتهم، أمضت إيمز معظم حياتها في دار الأيتام الكاثوليكية حيث أصيبت بحمى التيفوئيد. عادت لاحقًا والدتها إلى العائلة حيث قامت بنقلهم إلى كيب تاون، والتحقت إيمز بمدرسة روستنبرج للبنات. والتحقت في كلية الطب بجامعة كيب تاون (UCT) حيث حصلت على درجة MBChB في عام 1942.

## المهنة الطبية
تدربت في مستشفى جروت شور في كيب تاون، وعملت كطبيب عام في منطقة ترانسكاي. حصلت على شهادة الماجستير في الطب من UCT عام 1964، وهي أول امرأة تفعل ذلك.أصبحت إيمز رئيسًة لقسم الأمراض العصبية في مستشفى جروت شور عام 1976. كذلك أصبحت أستاذ مساعد في 1978. تقاعدت إيمز في عام 1985، لكنها استمرت في العمل بشكل جزئي في كل من مستشفى فالكنبرج وألكسندرا، ومحاضرة في UCT في أقسام الأمراض النفسية والصحة العقلية. في عام 1997 جعلت UCT من إيمز أستاذة فخرية مشاركة في طب الأمراض العصبية أو علم الأعصاب، كذلك حصلت على الدكتوراه الفخرية من UCT في عام 2001. ووفقًا لما جاء في كلام بات سايدلي في مجلة الطب البريطانية: إيمز لم تصبح أستاذة كاملًا، وأعتقد أن السبب وراء ذلك كونها امرأة.

## قضية بيكو
المناهض لنظام الفصل العنصري في جنوب أفريقيا ستيف بيكو، الذي درس سابقًا في كلية الطب، جامعة ناتال، احتجز في مدينة بورت اليزابيث من قبل شرطة المدينة في 18 أغسطس عام 1977 لمدة 20 يومًا. تعرض بيكو للضرب والتعنيف ودخل في الغيبوبة في فترة بين 6 و7 سبتمبر.(7) ووفقًا لادعاءات إيمز وآخرين، قام كبير الجراحين بنجامين تاكر والجراح إيغور لانج بالتعاون مع الشرطة والتستر على التعذيب، مما أدى إلى وفاة بيكو تحت آثار التعذيب في 12 سبتمبر.وفقًا Bentar & Bentar 2012(ديفيد بيناتار): كان هناك تجاوزات أخلاقية واضحة من قبل الأطباء المشرفين على بيكو.
يقول بات سيدلي: «في تلك الأوقات الكثير من الأطباء والجراحين كانوا مضطرين للتغاضي عن التجاوزات الحاصلة والتعاون مع الشرطة، والسكوت عن هذه الأفعال والامتثال للأوامر التي تتعارض مع العلاج الطبي المناسب، وكل تلك التحديات التي فرضها المناخ السياسي. عدد قليل فقط من الأطباء الذين رفضوا هذه الأفعال، وعارضوا الانتهاكات المنهجية التي تحدث بسبب الفصل العنصري، ومن هؤلاء القلائل كانت إيمز.
عندما رفض كل من مجلس الطب وطب الأسنان في جنوب أفريقيا (SAMDC) وبدعم من الجمعية الطبية في جنوب أفريقيا (MASA) معاقبة أطباء بيكو، قدمت شكاوى إلى SAMDC بعدم الحرفية الطبية التي أظهرها أطباء بيكو، من قبل مجموعتين من الأطباء بشكل منفصل. وصلت الدعوتين إلى المحكمة العليا في جنوب أفريقيا لإجبار SAMDC على التحقيق في أخلاقيات الطبيبين لانج وتاكر. وكانت القضيتين مقدمتين بشكل منفصل من قبل إيمز وتريفور جينكينز وفيليب توبياس من جامعة ويتووترزراند، وقدمت القضية الثانية من قبل دوميساني مازانا ويوسف فيريافا من مستشفى كورنيشنفيل وتيم ويلسون من مركز ألكسندرا الصحي.
كما إيمز وعدد قليل من الأطباء الذين قاموا بالتحقيق بقضايا أخلاقية ضد زملائهم في المهنة، فقد أطلق عليهم لقب المخبرين. تلقت العديد من التهديدات بسبب متابعتها للقضية، كما تعرض موقعها في الجامعة للتهديد والمضايقة من قبل زملاءها ورؤسائها.
لوحظ من قبل بالدوين-راجافن وآخرون، أن الجمعية الطبية أصبحت توقف دعمها للزملاء الذين يتابعون هذا النوع من القضايا والذين يلاحقون الأطباء المتعاونين مع الشرطة في تعذيب وموت المعتقلين، كما حاولو تشويه سمعة هؤلاء الأطباء واسكاتهم بشتى الطرق. فازت إيمز بالقضية سنة 1985 وأصدرت المحكمة العليا لجنوب أفريقيا قرارًا لصالحها بعد ثماني سنوات من الكفاح، أجبرت القضية الجمعية الطبية على عكس قرارها وتم بالفعل ضبط الطبيبين وتم إجراء إصلاحات كبيرة. ووفقًا Bentar & Bentar 2012: القضية لعبت دورا هاما في دعم أخلاقيات مهنة الطب في جنوب أفريقيا.

## بحوث القنب
بدأت إيمز بدراسة القنب وتأثيراته في عام 1958، ونشرت أعمالها تحت عنوان: «الدراسة السريرية والاستقلابية للتسمم الحاد من القنب المزروع ودوره في حالات الذهان» في المجلة البريطانية للطب النفسي. عارضت الحرب على المخدرات وكانت مؤيدة للاستفادة منها في العلاجات المختلفة، وبينت فوائده خاصة للأشخاص الذين يعانون من مرض التصلب المتعدد (MS). وكانت إيمز تعتبر مرجعًا على نطاق واسع فيما يعرف بـ (أدبيات القنب) أو أخلاقيات إستخدامه الطبية، كما أنها لاحظت بشكل واضح أن القنب (يعرف باسم دغّا في جنوب أفريقيا) يخلص من التشنجات لدى مرضى التصلب المتعدد وبين أنه يساعد المصابين بالشلل النصفي في جناح العمود الفقري في المستشفى.
استمرت دراستها على القنب وتأثيراته في التسعينيات، ونشرت العديد من المقالات عن حالة النشاط والنشوة التي يسببها القنب في الدماغ، بمشاركة من المؤلف ديفيد جيه كاسل في مستشفى سانت فنسنت، ملبورن.

## الحياة الشخصية
تزوجت إيمز من رئيس التحرير في جريدة كايب تايمز ديفيد كاسل، وكان لديهم 4 أبناء.
في عام 1967 توفي ديفيد بشكل مفاجئ وكانت إيمز في 47 من عمرها. ساعدت مدبرة المنزل روزالينا في تربية الأولاد، كتبت إيمز في مذكراتها عن تجربتها «الأمومة في مجتمع الفصل العنصري 2002».

## الموت
عانت إيمز وكافحت ضد سرطان الدم في المراحل الأخيرة. وذكرت في إحدى المقابلات قبل وفاتها: «لن أتوقف حتى أسقط أو كناية عن موتها». واصلت عملها لصالح UCT وكانت محاضرًا غير متفرغ في مستشفى فالكنبرج، واستمرت كذلك حتى قبل وفاتها بستة أسابيع تقريبًا في منزلها في روندبوش في 11 نوفمبر 2002. قام جريج مكارثي وبصفته ممثلًا عن قسم الأمراض النفسية في UCT بمدحها بتأبين الجنازة.
وفقًا لرغبتها، تم حرق جسدها وخلط رمادها مع بذور القنب وزرعها خارج مستشفى فالكنبرج حيث أقيمت المراسم التذكارية.

## الإرث
أشار جراح الأعصاب كولن فرومان الجنوب أفريقي إلى إيمز:
يقول فان نيكيرك J. P. van Niekerk المجلة الطبية في جنوب أفريقيا عن إيمز:
أدى عملها في قضية بيكو إلى موجة من الإصلاحات الطبية الكبيرة في جنوب أفريقيا، ووصل ذلك إلى المنظمات الطبية الموجودة زمن الفصل العنصري والتي تم استبدالها وحلها لأنها لم تكن تقوم بدورها الأخلاقي الطبي الصحيح.(13) ووفقًا لفان نيكيرك «كانت النتيجة الكبيرة في الطب في جنوب أفريقيا هو توضيح أدوار الأطباء ومسؤولياتهم عندما يكون العمل الطبي مشتركًا» ويتمثل ذلك الآن في مدونة قواعد السلوك والتفسيرات القانونية لمسؤوليات الأطباء لدى الرابطة الطبية لجنوب أفريقيا SAMA.
كانت إيمز من الشهود في جلسات الاستماع الطبية في لجنة المصالحة والحقيقة في 1997.
كرمت من قبل كبير الأساقفة ديزموند توتو حيث قال: «هي واحدة من أولئك الأطباء الذين رفضوا الفصل العنصري والظلم الحاصل ووقفوا في وجه أولئك الذين دعموا وتواطئوا مع انتهاك حقوق الإنسان». كذلك وتقديرًا لعملها الصالح والمتفاني، كرمت من قبل نيلسون مانديلا حيث منحها نجمة جنوب أفريقيا في عام 1999، وهي أعلى جائزة مدنية في البلاد.